# Елизабет Лејк (Калифорнија)
Елизабет Лејк (енгл. Elizabeth Lake) насељено је место без административног статуса у америчкој савезној држави Калифорнија.

## Демографија
По попису из 2010. године број становника је 1.756.
| Група             | 2000.    | 2010.         |
| Белци             | 0 (0,0%) | 1.426 (81,2%) |
| Афроамериканци    | 0 (0,0%) | 21 (1,2%)     |
| Азијати           | 0 (0,0%) | 23 (1,3%)     |
| Хиспаноамериканци | 0 (0,0%) | 231 (13,2%)   |
| Укупно            | 0        | 1.756         |